# محمد بوضياف (المسيلة)
بلدية محمد بوضياف بلدية جزائرية تابعة إداريا لدائرة بن سرور، الولاية المنتدبة بوسعادة (ولاية المسيلة سابقا)، تقع جنوب الولاية وتبعد عن مقر الولاية المنتدبة -بوسعادة - بحوالي 65 كلم تقريبا، يمر عبر ترابها الطريق الوطني رقم 70. جرى تغيير تسميتها من " بلدية واد الشعير" الى "بلدية محمد بوضياف" سنة 1992  "تخليدا للرئيس الراحل محمد بوضياف الذي كان ينوي زيارة البلدية يوم 5 جويلية 1992 لاحياء ذكرى الاستقلال لكن وافته المنية في 29 جوان 1992."
نظرا للمساحة الهامة التي تتربع عليها بلدية محمد بوضياف وتوزع التجمعات الحضرية، فقد أضيف فرع إداري بلدي في إقليم بوملال.
تعتبر البلدية حاضنة تاريخية لمقر الولاية العسكرية السادسة في جبال "الزعفرانية"، وعرف ترابها وضواحيها معارك ملحمية إبان الثورة التحريرية بين جيش التحرير الوطني وقوات المستعمر الفرنسي على غرار معارك الزعفرانية والنسينيسة والميمونة. كما يتواجد بها مناطق بها آثار ترجع للوجود الروماني في منطقة "القاهرة" وكذلك "العرائس" و هو موقع أثري يعود لعصر ما قبل التاريخ. 

## السكان والإقتصاد
- بلغ عدد سكانها حوالي 18000 في إحصائيات 2008، يتمركزون في المركز الحضري لإقليم البلدية وكذلك في الضواحي كثرمبال وعين بن ميلود وراس الواد وبوملال والقرى المجاورة، وينتسب غالبية السكان لعرش "أولاد خالد بن زكري" أحد الفروع الأصيلة للقبيلة الكبرى أولاد نايل.
- تعتبر قطاعات الفلاحة وتربية المواشي من أهم روافد اقتصاد البلدية. قطاع الفلاحة عرف تراجعا ملحوظا خلال السنوات الماضية بسبب الجفاف ونقص منسوب المياه الجوفية.

## الجغرافيا والمناخ
- يعتبر إقليم البلدية جزءا من منطقة "الهضاب العليا وسط" والتي تتخللها سلاسل جبلية شاهقة، كجبال بن خلد وجبل ميزارزو والميمونة والزعفرانية التي تعتبر جزأ من الأطلس الصحراوي.
- الغطاء النباتي السائد في إقليم البلدية من النوع السهبي، ويتألف من نباتات وأشجار تتكيف وتقاوم الجفاف منها الشيح والحلفاء, المنحدرات المنخفضة للأطلس الصحراوي في المنطقة تتميز بغطاء سهبي و أجمات و غابات متقطعة متكونة من أشجار البلوط وأشجار الصنوبر الحلبي والعرعار.
- المناخ السائد بالبلدية هو المناخ القاري، حار جاف صيفا وبارد قليل الأمطار شتــاءا.